# Meriola hyltonae
Meriola hyltonae är en spindelart som först beskrevs av Cândido Firmino de Mello-Leitão 1940. 
Meriola hyltonae ingår i släktet Meriola och familjen flinkspindlar. Inga underarter finns listade i Catalogue of Life.